# ヘレンクネヒト
ヘレンクネヒト（ドイツ語: Herrenknecht AG）は、ドイツ南西部にあるバーデン＝ヴュルテンベルク州シュヴァナウに拠点を置く、世界最大のトンネルボーリングマシン（TBM）製造・エンジニアリング企業である。

## 概要
トンネルボーリングマシン（TBM）製造・エンジニアリングを中核事業とし、グループで泥水処理プラント・泥水輸送システム、多目的運搬車（MSV）、ベルトコンベアシステム（垂直・連続）、トンネルガイダンスシステム等、幅広くトンネル施工向けの機械及びソリューションを手がける。
近年では、再生可能エネルギー分野へ参入し、地熱発電向けの掘削機、洋上風力発電向けの洋上ファンデーションドリリング、陸揚げケーブルプロジェクト向けのHDD(水平方向掘削機)などの取り組みを強化している。
ドイツ本社、およびシンガポールアジア本社を中心に、世界30か国70以上の拠点を有し、世界展開を行っている。これまでに鉄道・地下鉄、道路、上下水道、パイプライン等、5,300以上のプロジェクトに参画している。
2023年の連結売上高は12億1700万ユーロ。

## 沿革
- 1977年 - マーティン・ヘレンクネヒトによって設立。
- 1984年 - イギリスのサンダーランドに最初の海外子会社設立。
- 2002年 - 中国広州市に工場設立。
- 2004年 - ヘレンクネヒトアジアヘッドクォーターズをシンガポールに設立。
- 2014年 - 香港 Tuen Mun-Chep Lap Kok Linkに、世界最大の直径17.6mミックスシールド（泥水式シールド）納入。
- 2015年 - ユーロアジアトンネル向けTBM到達。
- 2016年 - ドーハメトロ向けTBM到達（総延長111km、マシン数21台）。
- 2021年 - サン・ナゼール洋上風力発電向けに洋上ファンデーションドリリング（OFD）納入[2]。

## 取扱製品
トンネルボーリングマシン
- AVNマシン（AVN Machine）
- 泥土圧シールド（EPB Shield）
- 泥水式シールド（Mixshield）
- ダブルシールドTBM（Double Shield TBM）
- シングルシールドTBM（Single Shield TBM）
- マルチモードTBM（Multi-mode TBM）
- グリッパーTBM（Gripper TBM）

その他製品
- セグメント型枠
- 泥水輸送システム
- 泥水処理プラント
- VSM (Vertical Shaft Sinking Machine)
- 洋上ファンデーションドリリング（Offshore Foundation Drilling、OFD）
- 水平方向掘削機（HDD）
- 鉱山機械・レイズボーリングマシン

## 関連企業
- Techni-Metal Systemes (TMS)[4] - 多目的運搬車両(Multi-service Vehicles、MSV)
- H+E Logistik GmbH - ベルトコンベアシステム（垂直・連続）
- VMT GmbH - ナビゲーションシステム(計測・測量システム)
- Herrenknecht Vertical GmbH - 掘削リグ